# 665
665 (DCLXV na numeração romana) foi um ano comum do século VII, do Calendário Juliano, da Era de Cristo, teve início a uma quarta-feira e terminou também a uma quarta-feira, a sua letra dominical foi E.
| ano completo                        |
| ----------------------------------- |
| Ano comum com início à quarta-feira |

## Mortes
- 16 de abril - Frutuoso de Braga, monge e bispo godo do século VII, venerado como Santo na cidade de Braga e em Espanha.